# Ораш'є (футбольний клуб)
«Ораш'є» (босн. Hrvatski Nogometni Klub Orašje) — професіональний боснійський футбольний клуб з однойменного міста. Заснований 1966 року. Домашні матчі проводить на арені «Градскі стадіон» (укр. «Міський стадіон»), яка вміщає 3 000 глядачів.

## Виступи в єврокубках

### Підсумкова таблиця
| Змагання   | І | В | Н | П | НЗ | ГП | Останній сезон |
| ---------- | - | - | - | - | -- | -- | -------------- |
| Кубок УЄФА | 2 | 0 | 0 | 2 | 0  | 7  | 2006–2007      |
| Всього     | 2 | 0 | 0 | 2 | 0  | 7  |                |

Джерело: uefa.com,
І = ігор; В = виграші; Н = нічиї; П = поразки; ГЗ = голів забито; ГП = голів пропущено. Курсивом позначені турніри, які більше не існують.

### За сезонами
| Сезон     | Змагання   | Раунд | Суперник | Вдома | У гостях | Підсумок |
| --------- | ---------- | ----- | -------- | ----- | -------- | -------- |
| 2006–2007 | Кубок УЄФА | КР1   | Домжале  | 0–2   | 0–5      | 0–7      |

КР1 = перший кваліфікаційний раунд

## Досягнення
- Володар Кубка Боснії і Герцеговини:

2005–2006
- Перемодець Другої ліги ФБіГ:

2012–2013